# Refém

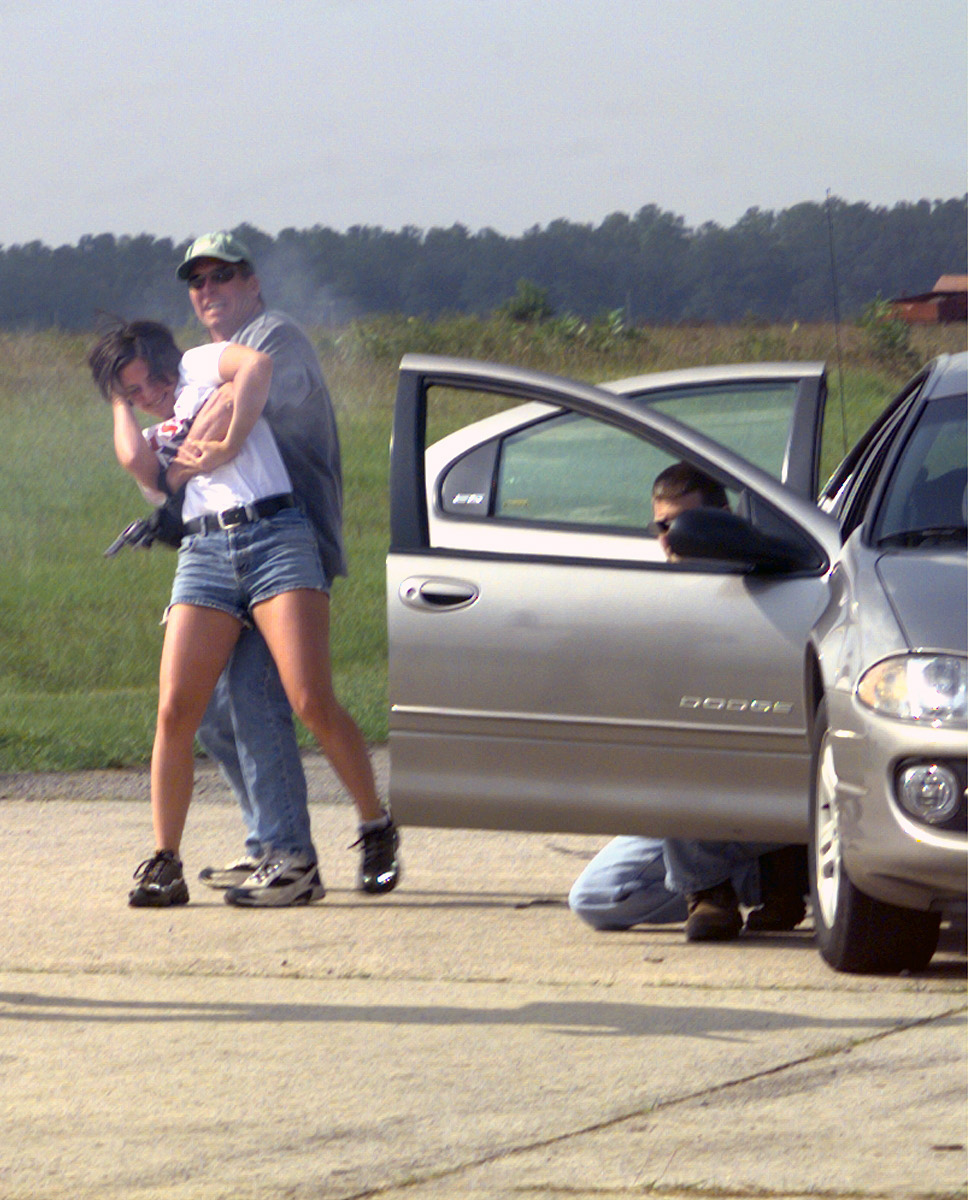
As forças policiais frequentemente realizam treinamentos visando a libertação de reféns tomados à força, como neste exercício.

Refém é uma pessoa ou entidade que, em situações extremas, fica em poder de outrem, como garantia de que alguma coisa será feita. Pode, por exemplo, ser uma pessoa importante, cidade ou praça de guerra tomada ou entregue a uma de duas partes beligerantes como garantia da execução de certas injunções, convenções ou tratados, ou como meio de evitar certos atos de guerra, ou pode ser uma vítima de sequestro feito com vistas a garantir que um terceiro, seja ele um parente do sequestrador, seu empregador, uma autoridade ou força governamental, a atuar de determinada maneira, muitas vezes sob risco de ameaça física a este refém após um ultimato.